# Масканур (село)
Маскану́р (рос. Масканур, марій. Масканур) — село у складі Новотор'яльського району Марій Ел, Росія. Адміністративний центр Масканурського сільського поселення.

## Населення
Населення — 349 осіб (2010; 394 у 2002).
Національний склад (станом на 2002 рік):
- росіяни — 56 %
- лучні марійці — 31 %